# Belin, Covasna
Belin  mai demult Belini (în dialectul săsesc Bleimenderf, în germană Blumendorf, Boellen, în maghiară Bölön, Kisbölön, Középbölön, Nagybölön) este satul de reședință al comunei cu același nume din județul Covasna, Transilvania, România. Se află în partea de vest a județului, în culoarul Oltului.

## Istoric
Atestată documentar din anul 1334, Belinul este una din cele mai importante așezări secuiești din Transilvania.

## Personalități
Aici s-a născut în anul 1795 cărturarul secui Sándor Farkas Bölöni.

## Vezi și
- Biserica reformată din Belin
- Biserica unitariană din Belin

## Imagini

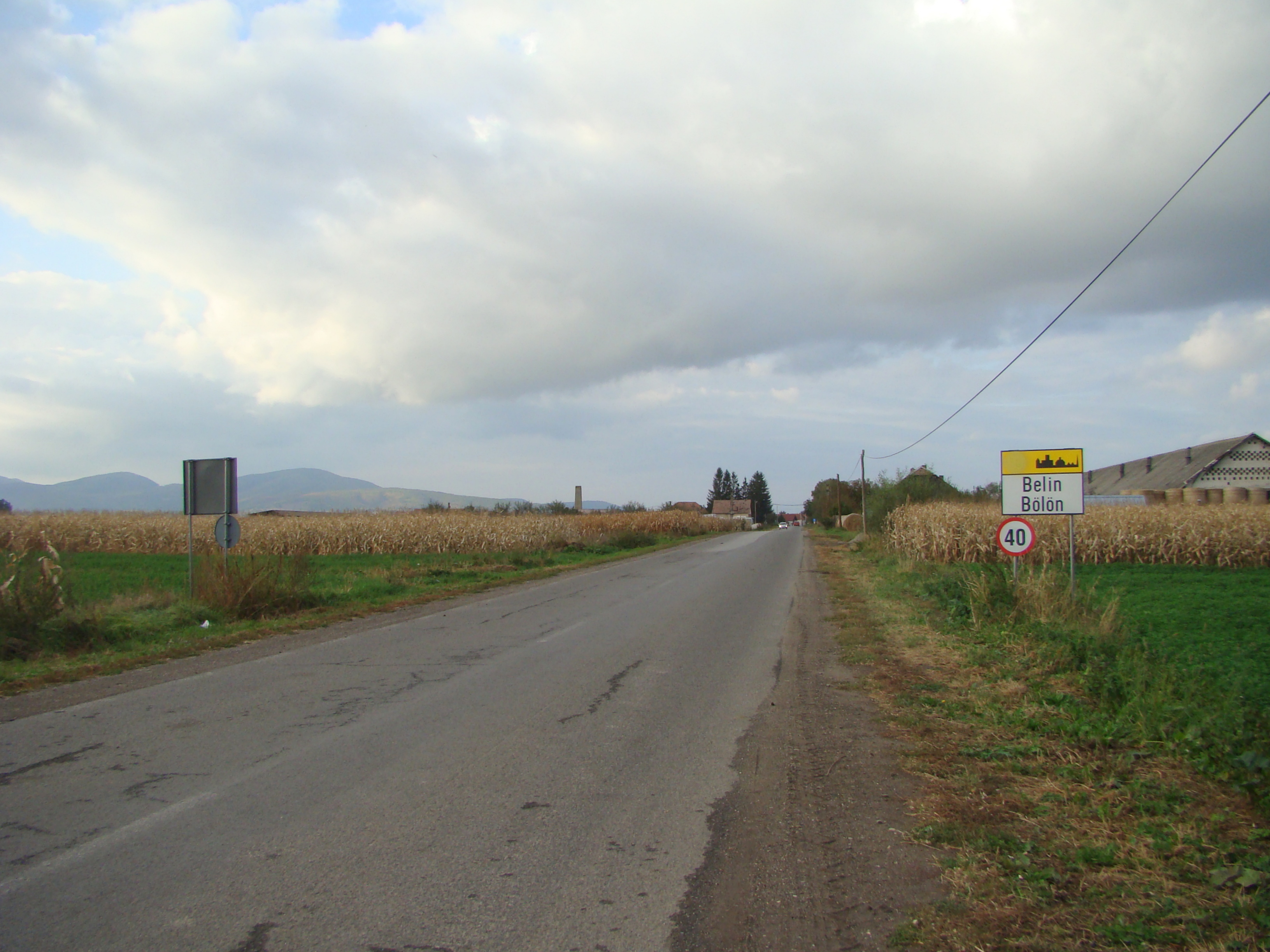
Intrarea în localitate
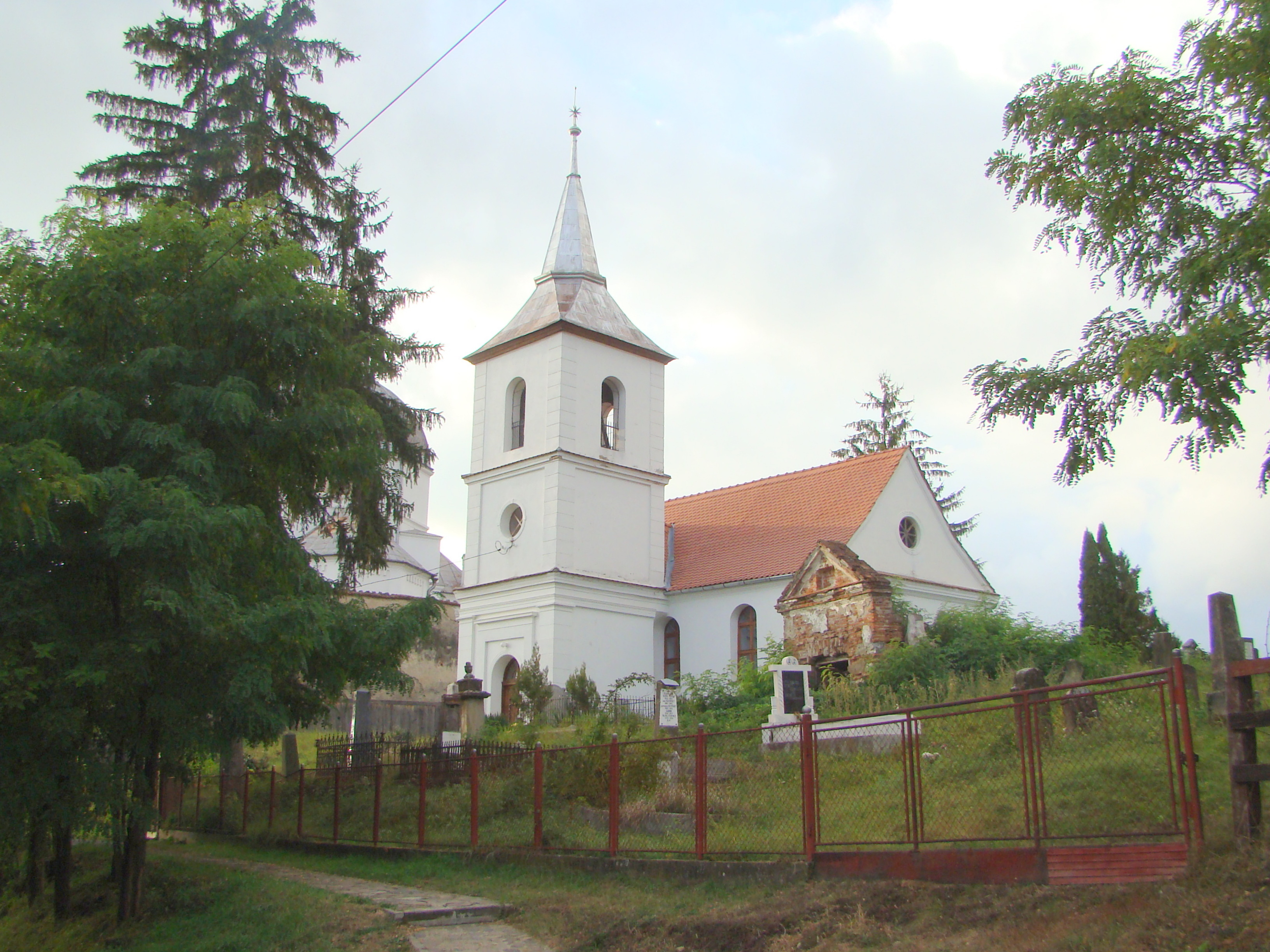
Biserica reformată (monument istoric)
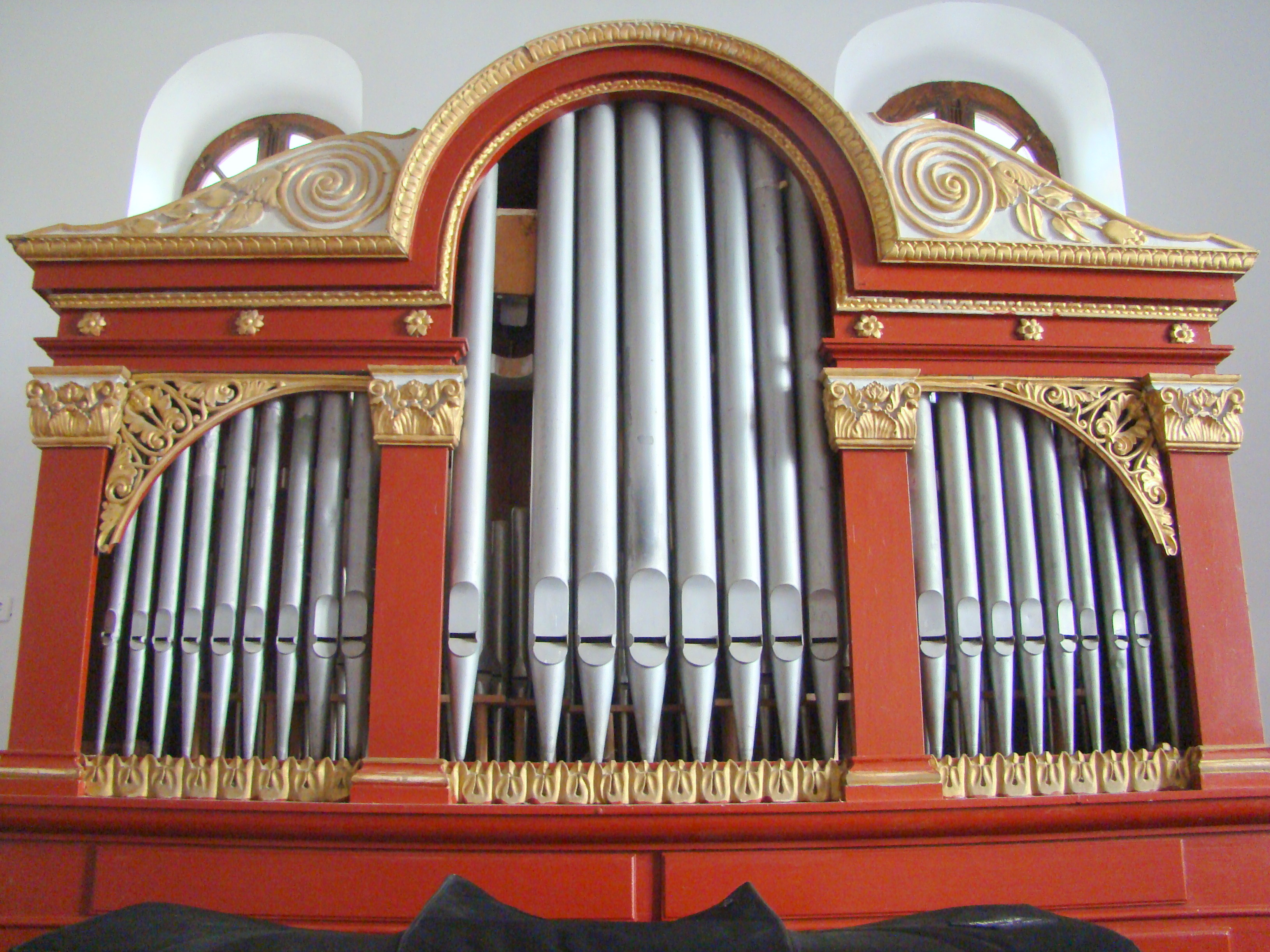
Biserica reformată (orga)
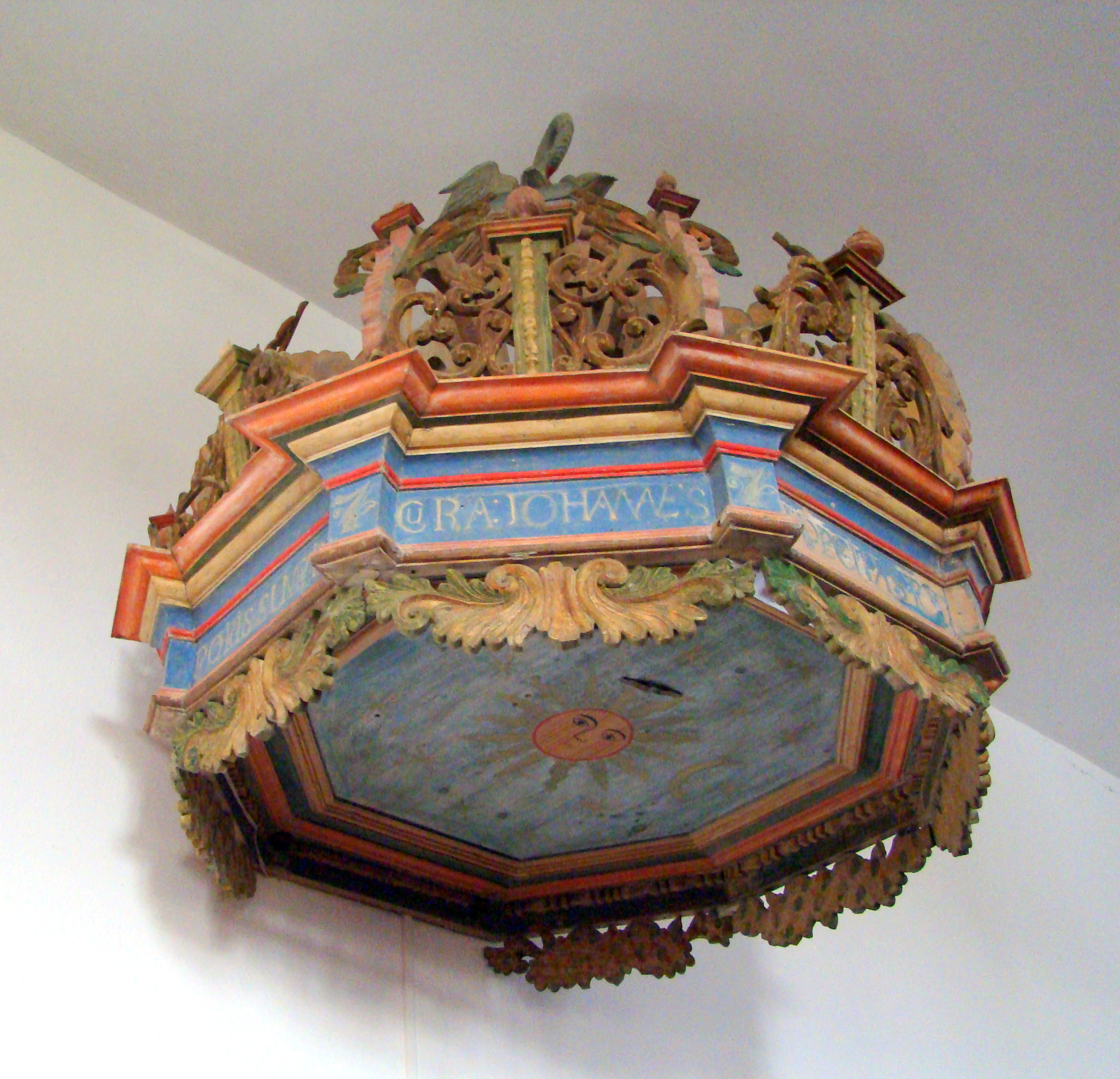
Biserica reformată (coronamentul amvonului)
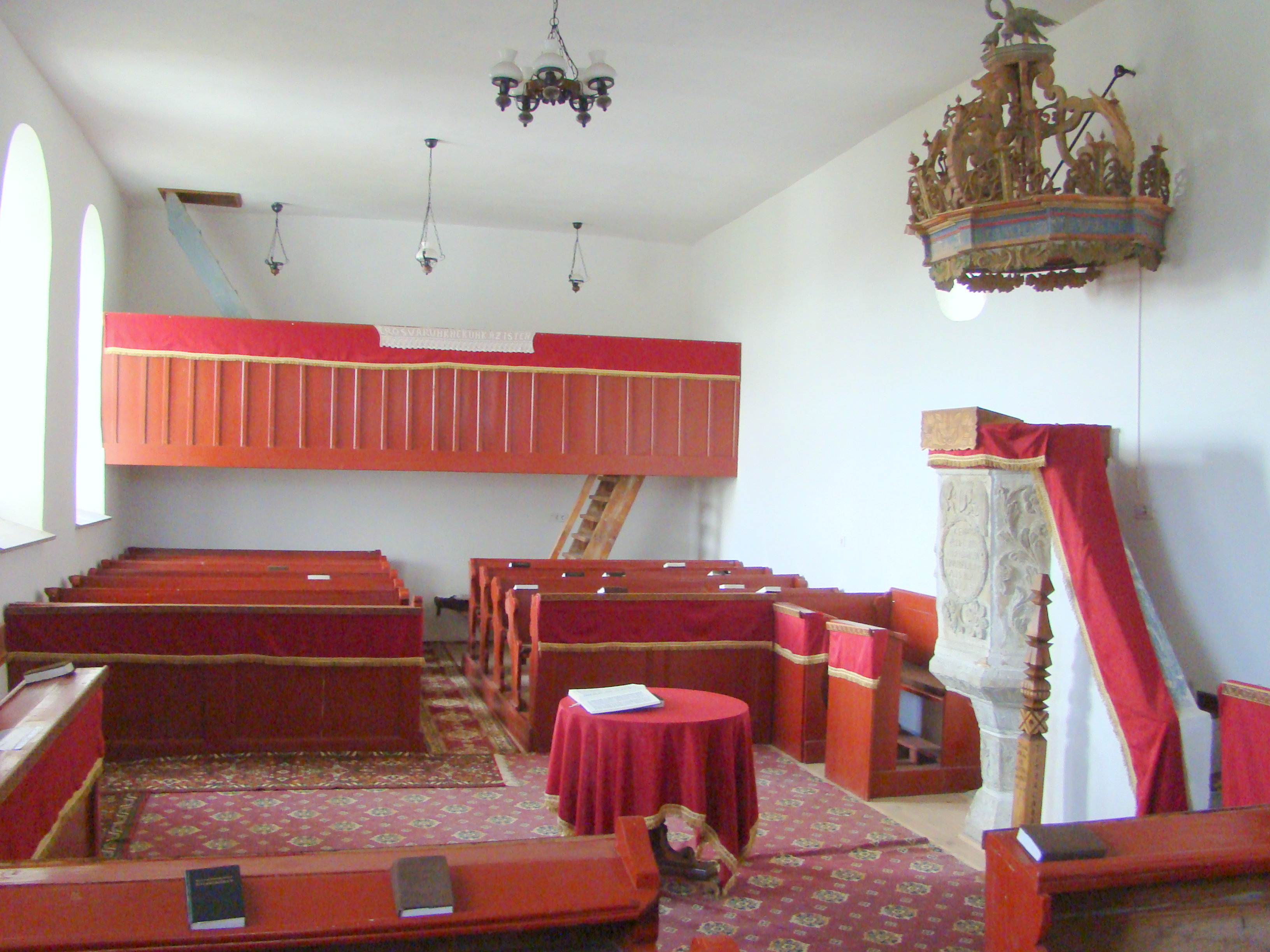
Biserica reformată (interiorul)
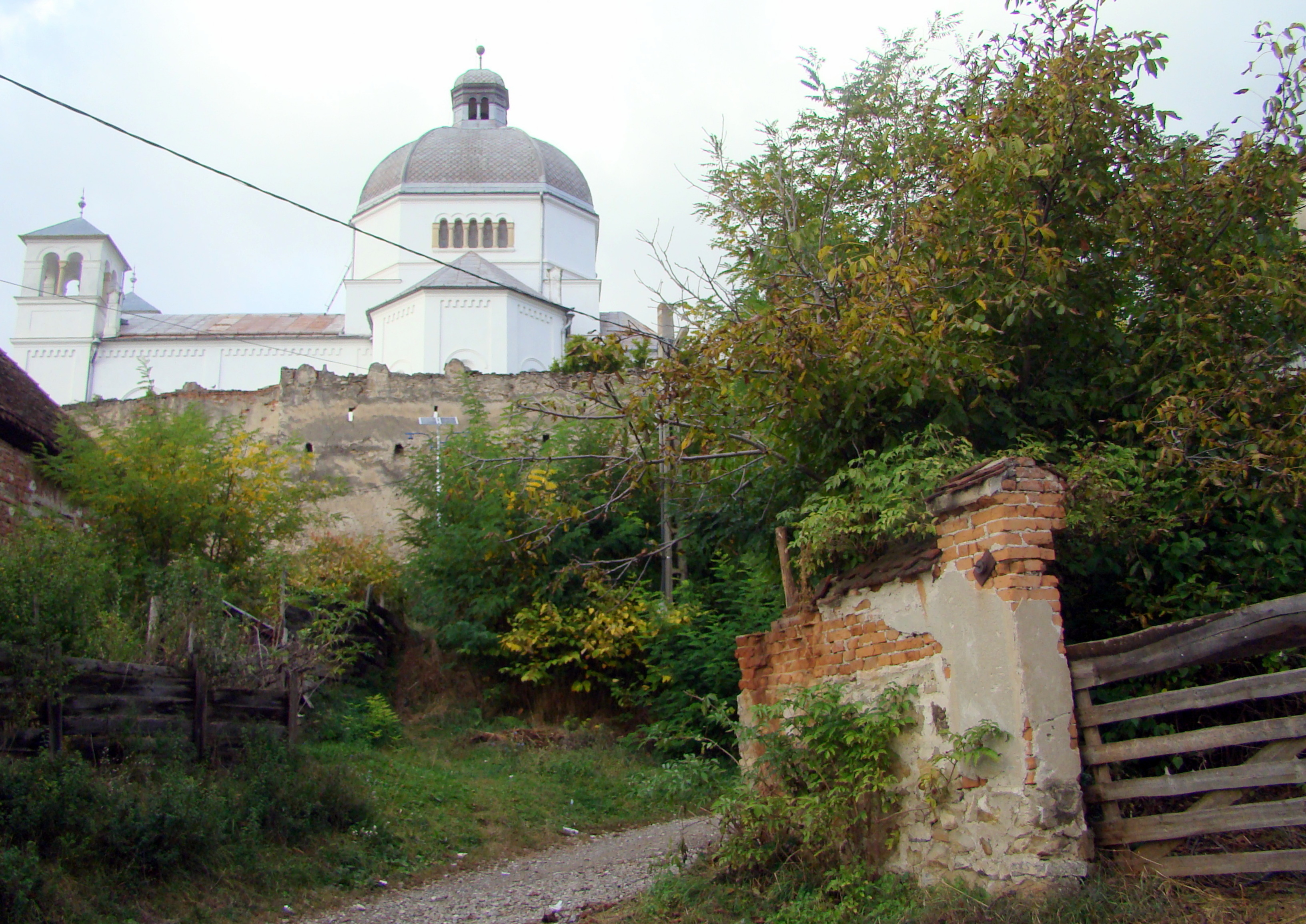
Ansamblul bisericii unitariene (monument istoric)
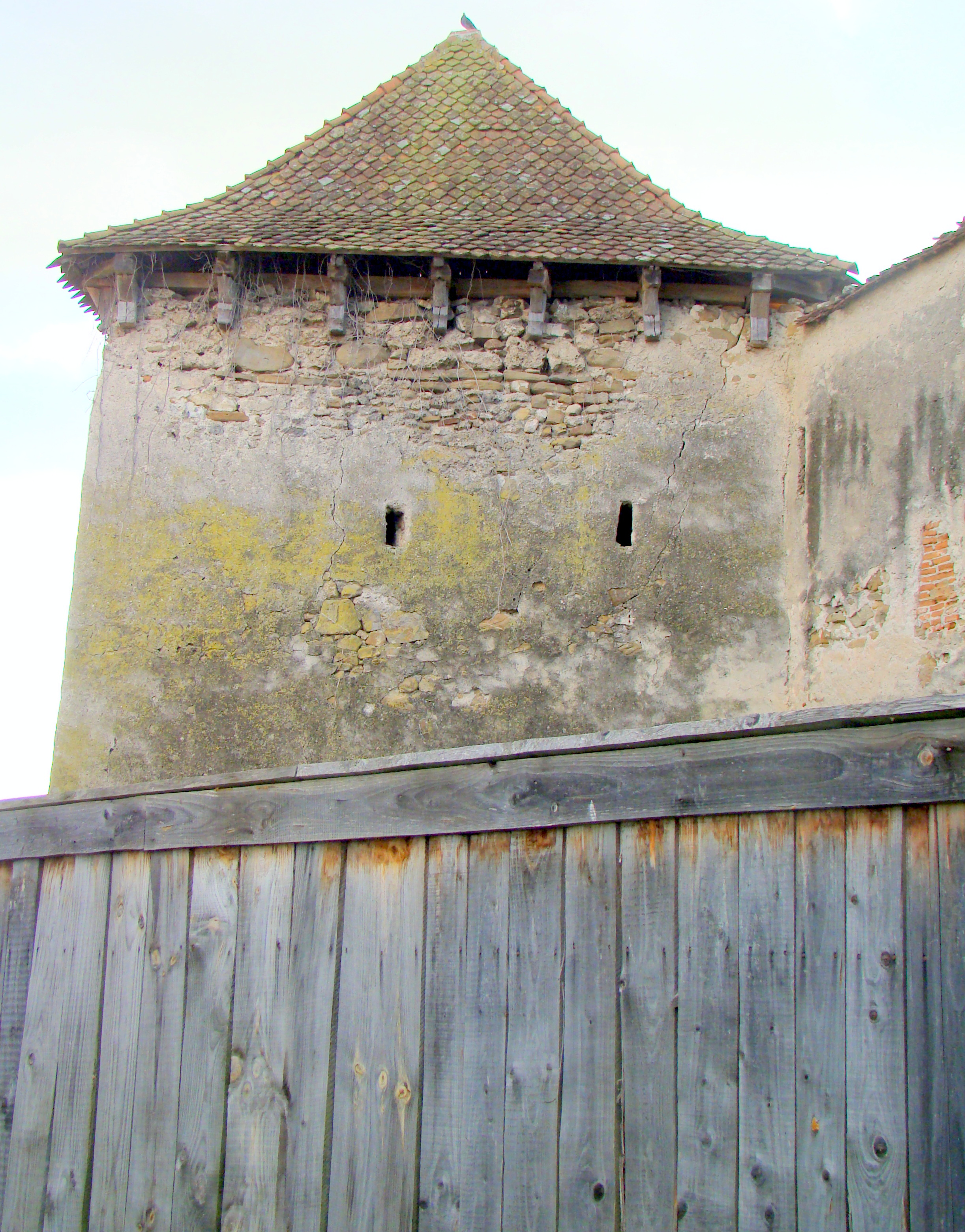
Fortificația
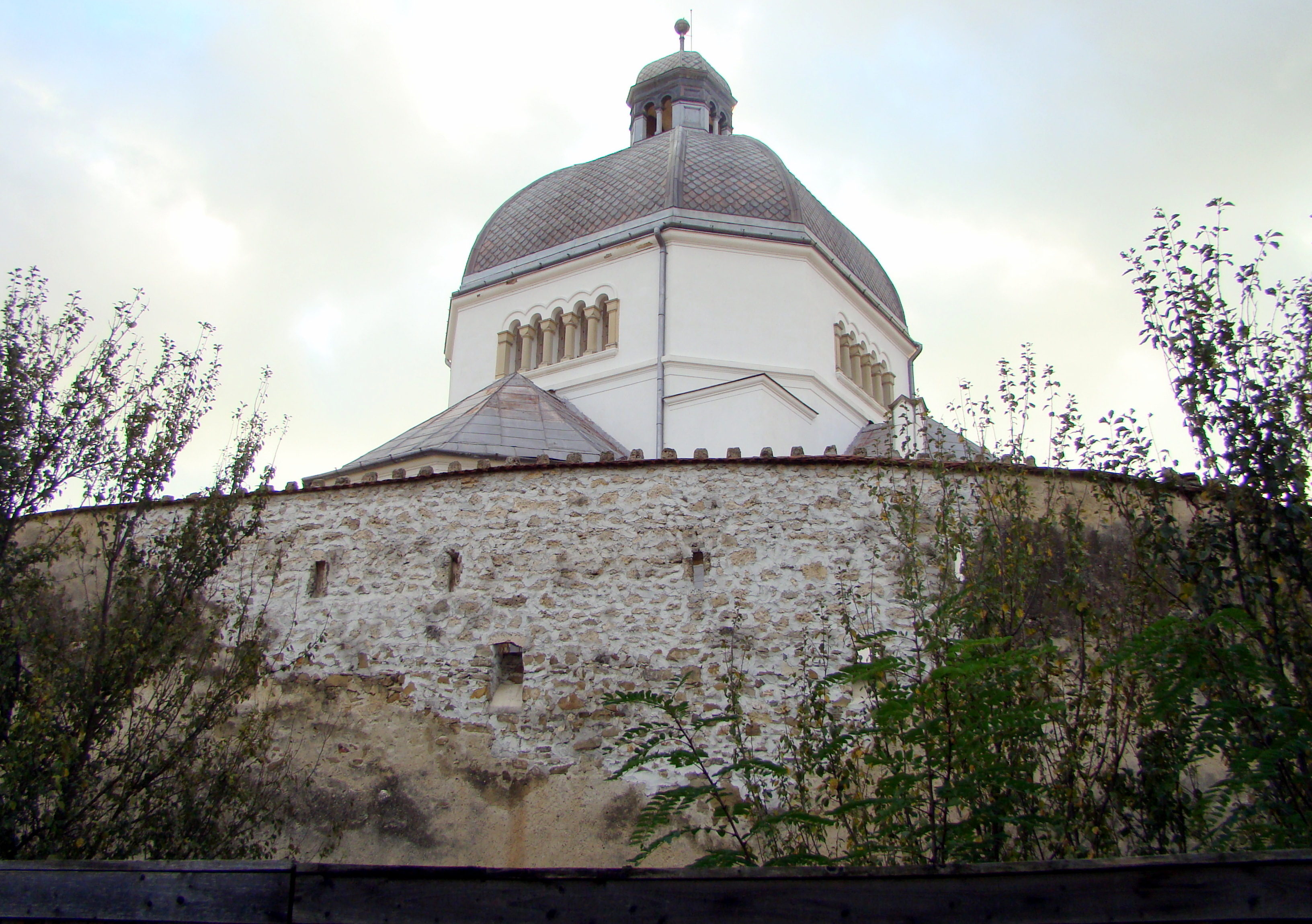
Biserica unitariană

 Acest articol despre o localitate din județul Covasna este deocamdată un ciot. Puteți ajuta Wikipedia prin completarea lui.